# Save the Last Dance

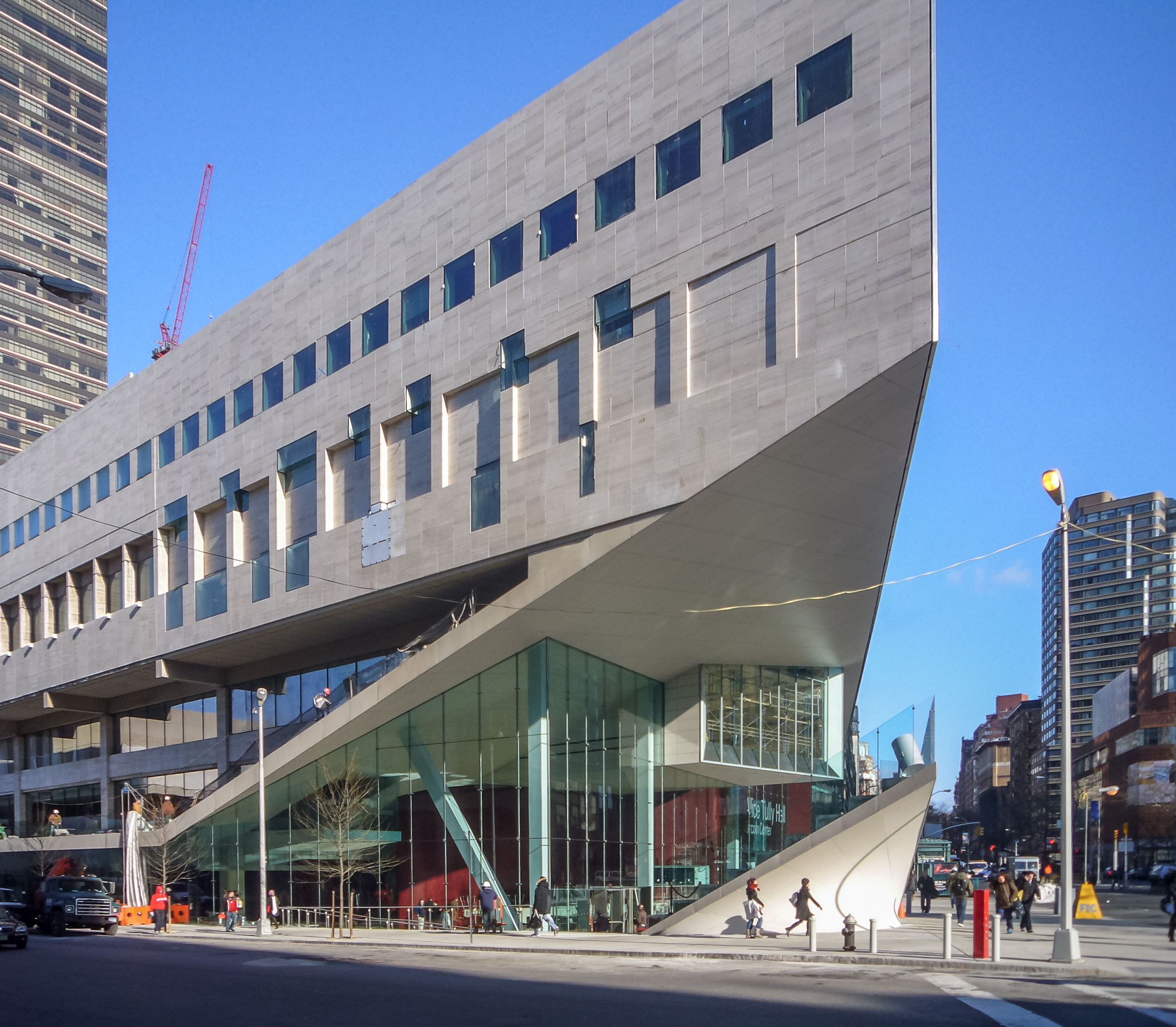
Sara sueña con entrar en la Juilliard (en la imagen), una prestigiosa escuela de danza.

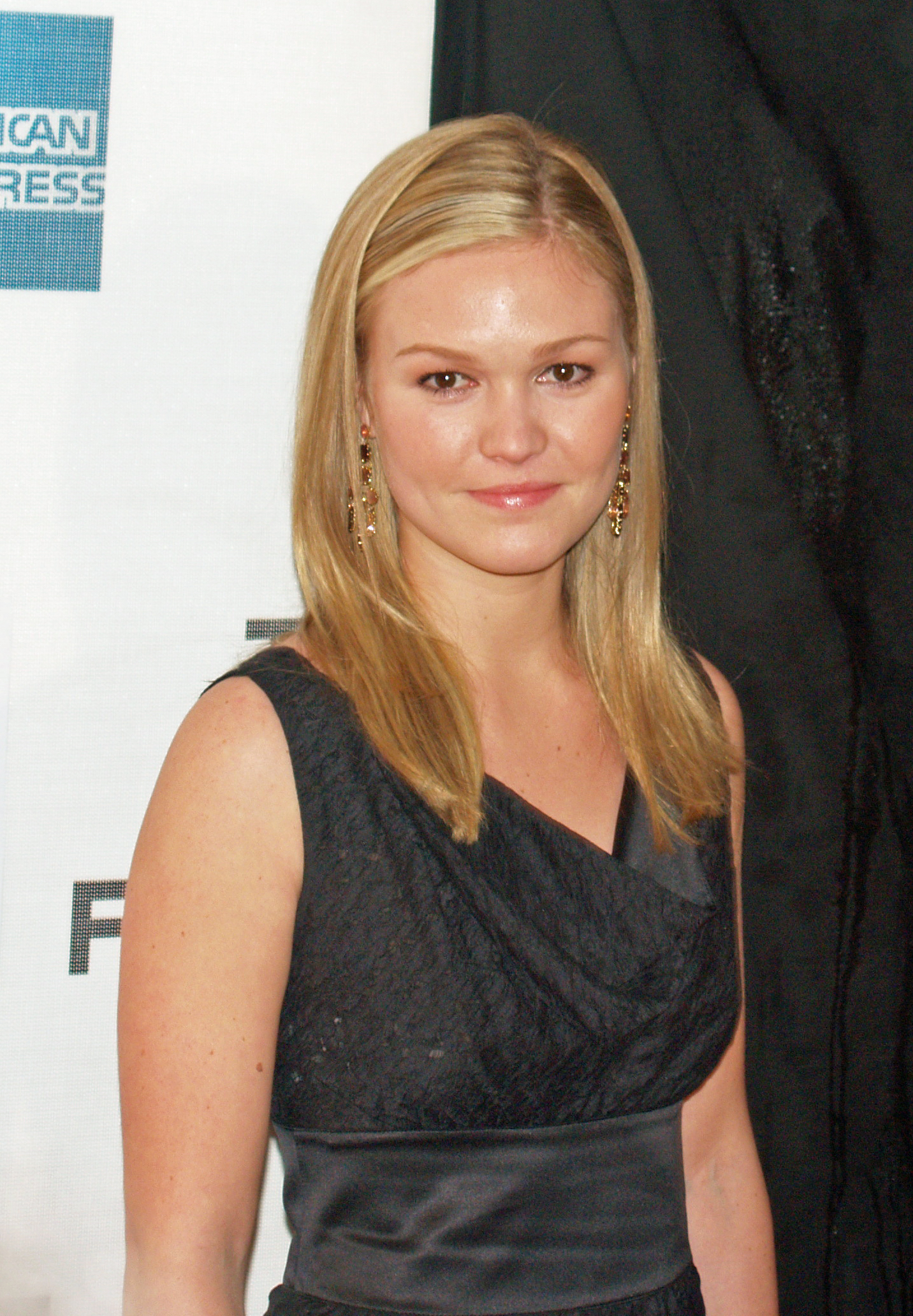
La actriz Julia Stiles interpreta a Sara Johnson, protagonista del filme.

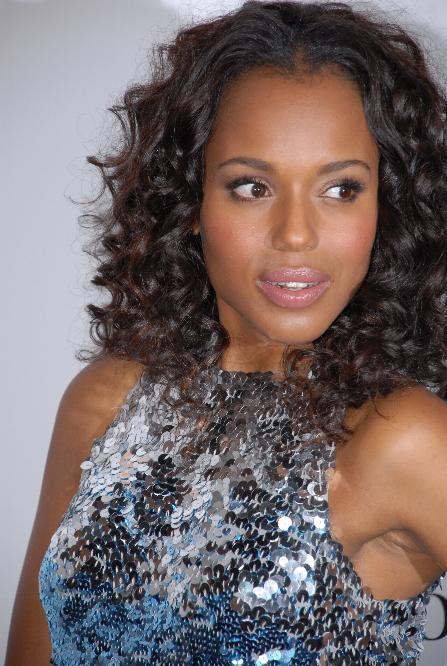
Kerry Washington interpreta a Chenille, hermana de Derek y amiga de Sara.

Save the Last Dance (Espera al último baile en España y Pasión y baile en Hispanoamérica) es una película romántica  y de baile estadounidense de 2001 dirigida por Thomas Carter, escrita por Duane Adler y Cheryl Edwards, producida por Robert W. Cort y David Madden y protagonizada por Julia Stiles, Sean Patrick Thomas, Terry Kinney y Kerry Washington. La trama relata la historia de Sara Johnson, una chica que sueña con ser bailarina de ballet pero que, tras la muerte de su madre, debe trasladarse a Chicago con su padre e ingresar en un instituto de mayoría afroamericana. Allí conocerá a Derek Reynolds, un joven negro del que se enamorará y quien le enseñará a bailar hip hop. Tras luchar por su amor, Derek ayudará a Sara a cumplir su sueño.
Robert W. Cort y David Madden estaban interesados en producir una película de baile, un género que tuvo mucho éxito durante las décadas de 1970 y 1980, para ello recurrieron a los guionistas Duane Adler y Cheryl Edwards. Escribieron una historia de amor interracial, entre una chica blanca de campo, bailarina de ballet, y un chico negro de los barrios bajos de la ciudad, amante del hip hop. El rodaje del filme se llevó a cabo entre noviembre de 1999 y febrero de 2000 en Illinois. El libreto original se ambientaba en Pensilvania y Maryland, pero las localizaciones fueron modificadas por facilidad a la hora de rodar. Finalmente fue estrenada el 12 de enero de 2001.
Durante sus dos primeras semanas de exhibición se mantuvo en el primer puesto de las listas de recaudación de Estados Unidos, con
23 444 930 USD en su primer fin de semana de estreno, llegando a recaudar 131 706 809 USD a nivel mundial. Save the Last Dance obtuvo el primer puesto en los estrenos más exitosos en su primer fin de semana y es la película con la recaudación en taquilla más alta de la historia en el día de Martin Luther King (21 de enero). Asimismo, se hizo acreedora a una serie de premios y nominaciones tras su estreno. Obtuvo dos galardones en los premios MTV Movie de 2001, otros tres en los Premios Teen Choice del mismo año así como el premio a mejor actor para Sean Patrick Thomas en los Premios Young Hollywood. La crítica a la película fue muy variada. Mientras un 52% de la crítica la elogiaba, defendiendo la mezcla que ofrecía entre el ballet clásico y los estilos modernos o como tocaba el tema del racismo el 48% restante se centró en la estructura del filme, que seguía los mismos patrones que todas las películas de su mismo género. Una secuela del filme, Espera al último baile 2, fue estrenada en 2006.
Priscila Largeau también forma parte de Save the last dance

## Sinopsis

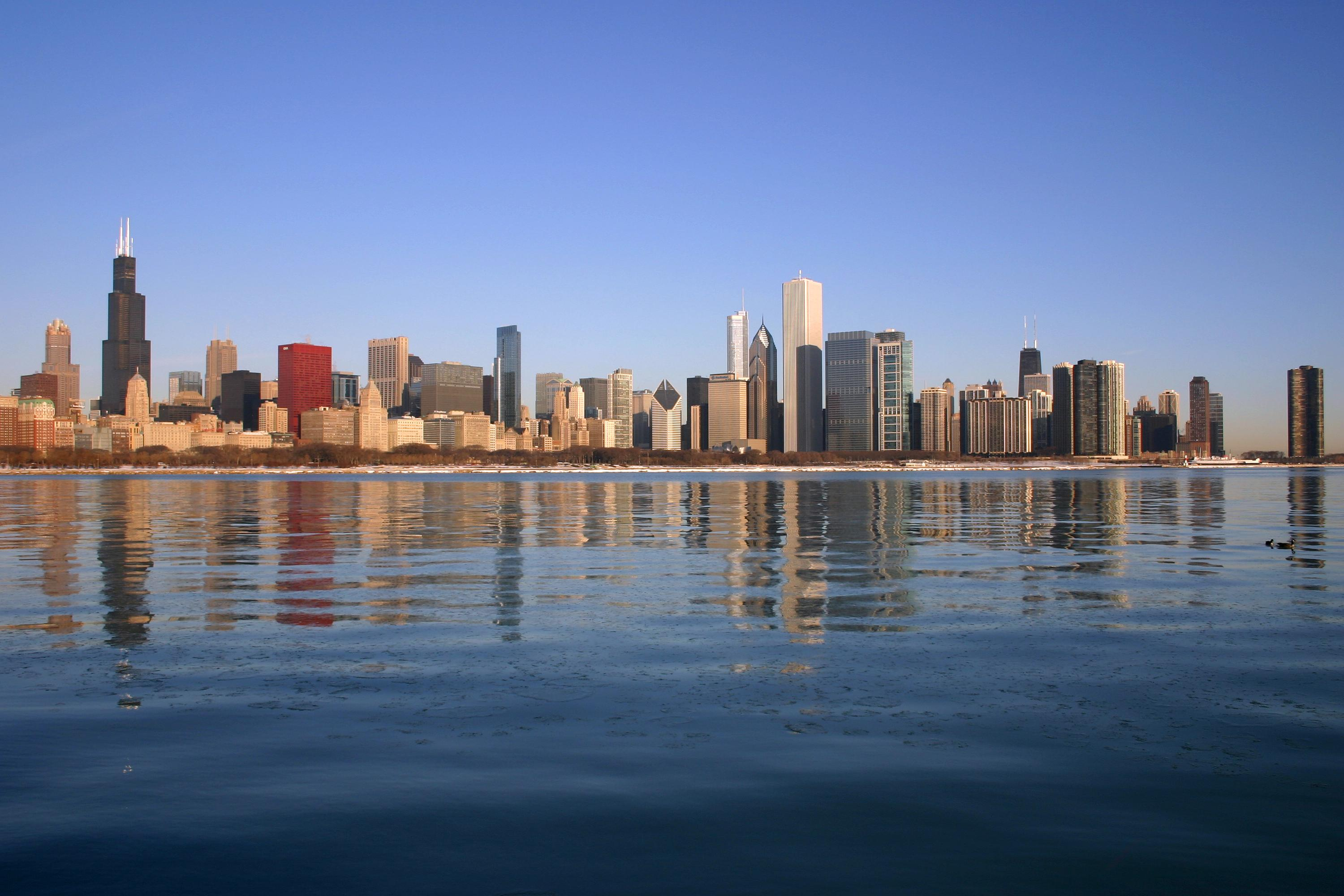
La historia tiene lugar en la ciudad de Chicago.

Sara Johnson (Julia Stiles) es una joven que vive con su madre en una localidad del estado de Illinois. Ella adora el ballet y ella desea bailar para la escuela Juilliard. Cuando va a realizar la prueba de ingreso, su madre al dirigirse a la audición, muere en un accidente de tráfico. Sara se culpabiliza por la muerte de su progenitora y decide ir a vivir lejos de ahí. Su padre (Terry Kinney) va a buscarla, él se arrepiente de dejarla sola en esos momentos y la convence para que viva con él en Chicago
Una vez instalada en casa de su padre en Chicago, va a estudiar a una escuela donde todos son afroamericanos, y donde el estilo musical predominante es el rap. La primera clase a la que asiste Sara es la de Español, impartida por el Señor Campbell (Tab Baker). Allí es donde conoce a Derek Reynolds (Sean Patrick Thomas), un joven negro que sueña con estudiar para ser doctor. Durante la clase, Derek y Sara comienzan a discutir sobre la obra del escritor estadounidense Truman Capote. Uno de los amigos de Derek y DJ de la discoteca Steeps, Snookie (Vince Green), también asiste a la clase. A la hora de la comida, Sara decide ir a sentarse en la mesa del grupo conocido como los frikis, pero al poco tiempo Chenille, una chica que acaba de conocer, va a buscarla y la invita a sentarse en su mesa. Es a partir de este momento cuando Sara y Chenille se hacen amigas, resultado ser hermana de Derek. En esa misma escena se nos presenta a Malakai (Fredro Starr), uno de los amigos de Derek, quien asiste al instituto por orden judicial como condena por un delito cometido.
Una noche, Chenille invita a Sara al Steeps, un local de hip hop en el que Snookie es el que maneja la música. Sara acepta la invitación y asiste junto con Chenille y Diggy. Cuando está en la barra se le acerca Derek y, tras hablar un poco bailan juntos. En ese momento aparece Nikki (Bianca Lawson), una estudiante negra que odia a Sara por quitarle a sus amigas y a Derek. Ella mantuvo una relación sentimental con Derek en el pasado, pero ella lo dejó por otro hombre. De otra parte, Chenille se encuentra con Kenny, el padre de su hijo Christopher, quien hace caso omiso a su hijo y deja toda la carga del bebé a su madre, Chenille. Esa misma noche, Malakai es testigo de cómo un rapero trafica con drogas dentro del local, lo que desata la ira de Malakai, quien al verlo se ensaña con él y le da una paliza delante los que estaban presentes en aquel momento en Steeps.
Mientras Derek le enseña a Sara a bailar hip hop, ambos se enamoran y ella le dice que bailaba ballet, pero cuando Derek se entera, se interesa por saber por qué dejó de bailar, Sara prefiere no decirle nada, ya que todavía se siente responsable de lo que le ocurrió a su madre. Una noche, después de saber que ha sido admitido en la Universidad de Georgetown, Derek decide llevarla a ver un espectáculo de ballet, es entonces cuando Sara se derrumba y le confiesa a Derek lo sucedido con su actuación y la relación con la muerte de su madre. Después de esto Derek la anima e intenta convencerla de que ella no tuvo la culpa del accidente de su madre y que son solo cosas que pasan. Finalmente Sara decide volver a hacer ballet.
Otra noche en el Steeps, Sara y Derek bailan juntos, y todos se dan cuenta de la relación sentimental existente, pero no es vista con buenos ojos por los demás. Cuando Derek habla con sus amigos, estos le dicen que solo quiere a Sara para "tirársela", lo que hace enfadar a Derek. En otra ocasión, Malakai y Derek discuten en Steeps porque Derek defiende a Sara antes que a su amigo. Sara, por su parte, es atacada en clase de gimnasia por Nikki, quien no puede soportar que ella esté con Derek. Además, Chenille le confiesa que Sara se está quedando con Derek, uno de los pocos hombres decentes de su mundo. Ante esta afirmación Sara le dice que solo hay un mundo, pero Chenille afirma que eso es lo que le enseñan, pero verdaderamente son dos mundos muy diferentes y todavía existe mucho racismo en la sociedad. Esta serie de situaciones provocan que Sara y Derek pongan fin a su relación, ya que aunque ellos se quieran, pasan más tiempo defendiendo su amor que disfrutándolo, por lo que deciden que lo mejor será dejarlo.
Entre tanto, la relación entre Sara y su padre Roy no es muy buena. A pesar de que Roy se esfuerza por recuperar el tiempo perdido, Sara aún tiene muy presente que un día la abandonó, a ella y a su madre. Después de cortar con Derek y poco antes de la audición de Sara para ingresar en la Escuela Juilliard, Roy le muestra a Sara la habitación que le ha construido, ante la cual queda maravillada, y luego Roy le confiesa a su hija que se arrepiente de haberlas abandonado y que sin darse cuenta, el tiempo ha pasado, y ya no puede recuperar el tiempo perdido. Sara intenta convencerle de que no es así, pero necesita tener a alguien que la quiera, y que esté a su lado siempre, como en la audición. Es aquí cuando se produce uno de los momentos más emotivos de la película, cuando Roy, ante la tristeza de su hija, dice que él la quiere. De otro lado, Derek le dice a Malakai que no irá con el a vengarse de la pandilla que lo tiroteó en la calle un día que estaban jugando basquetbol, por ende, Malakai se va pero luego del tiroteo es arrestado.
Finalmente, Sara se presenta a la audición para ingresar a Juilliard con un estilo de ballet influenciado por géneros contemporáneos como el rap. Al realizarlo le sale mal, pero Sara le pide al jurado que le de otra oportunidad de bailar de nuevo, el jurado acepta y Sara lo repite, esta vez correctamente. Al finalizar la prueba uno de los miembros del jurado le confirma que ha sido admitida en la academia.

## Reparto
Dos actores protagonizan la cinta, Julia Stiles y Sean Patrick Thomas. Otros personajes principales son Terry Kinney, Kerry Washington y Fredro Starr, que interpretan al padre de la protagonista y a los mejores amigos de ambos protagonistas respectivamente.
- Julia Stiles: interpreta a Sara Johnson, una adolescente blanca que sueña con ser bailarina de ballet, pero que al morir su madre en un accidente de tráfico renuncia a su sueño, se traslada junto a su padre a Chicago. Allí Conoce a Derek (Sean Patrick Thomas), un joven de quien se enamora que le anima a luchar por su sueño e ingresar en la Julliard (una academia de ballet muy prestigiosa). Thomas Carter la escogió para el papel de Sara después de verla bailar en la película 10 Things I Hate About You (1999).[3]
- Sean Patrick Thomas: interpreta a Derek Reynolds, un estudiante negro que sueña con ser médico, conoce a Sara y se enamora de ella, pero se encuentra con muchos obstáculos como el racismo. Ayuda a Sara a ingresar en la Julliard.
- Terry Kinney: Interpreta a Roy Johnson, padre de Sara, abandonó a su mujer e hija cuando esta era pequeña. Tras la muerte de la madre, Sara tiene que mudarse a vivir con él. Roy Intenta ganarse el cariño de su hija durante la película dándole consejos.
- Kerry Washington: interpreta a Chenille Reynolds, hermana de Derek, estudiante negra que tiene un hijo cuyo padre pasa de él. Se hace amiga de Sara y le ayuda a integrarse en el nuevo instituto defendiéndola siempre.
- Fredro Starr: interpreta a Malakai, amigo de Derek, estudiante negro que acaba de salir de la cárcel, se caracteriza por siempre estar metido en líos (Al final termina de nuevo en la cárcel).
- Bianca Lawson: interpreta a Nikki, estudiante negra que odia a Sara por ser blanca y por haberle robado a Derek.
- Vince Green: interpreta a Snookie, DJ del Steeps.
- Elisabeth Oas: interpreta a Diggy, una de las compañeras de Chelline. Se hace amiga de Sara al principio del filme.
- Ora Jones: interpreta a la Señorita Gwynn, profesora del instituto de Chicago donde ingresa Sara. Cuando ésta llega, Gwynn le enseña el centro.
- Tab Baker: interpreta al Señor Campbell, profesor de literatura del instituto.
- Priscila Largeau: interpreta a Skyler, novia del Señor Campbell.

## Producción

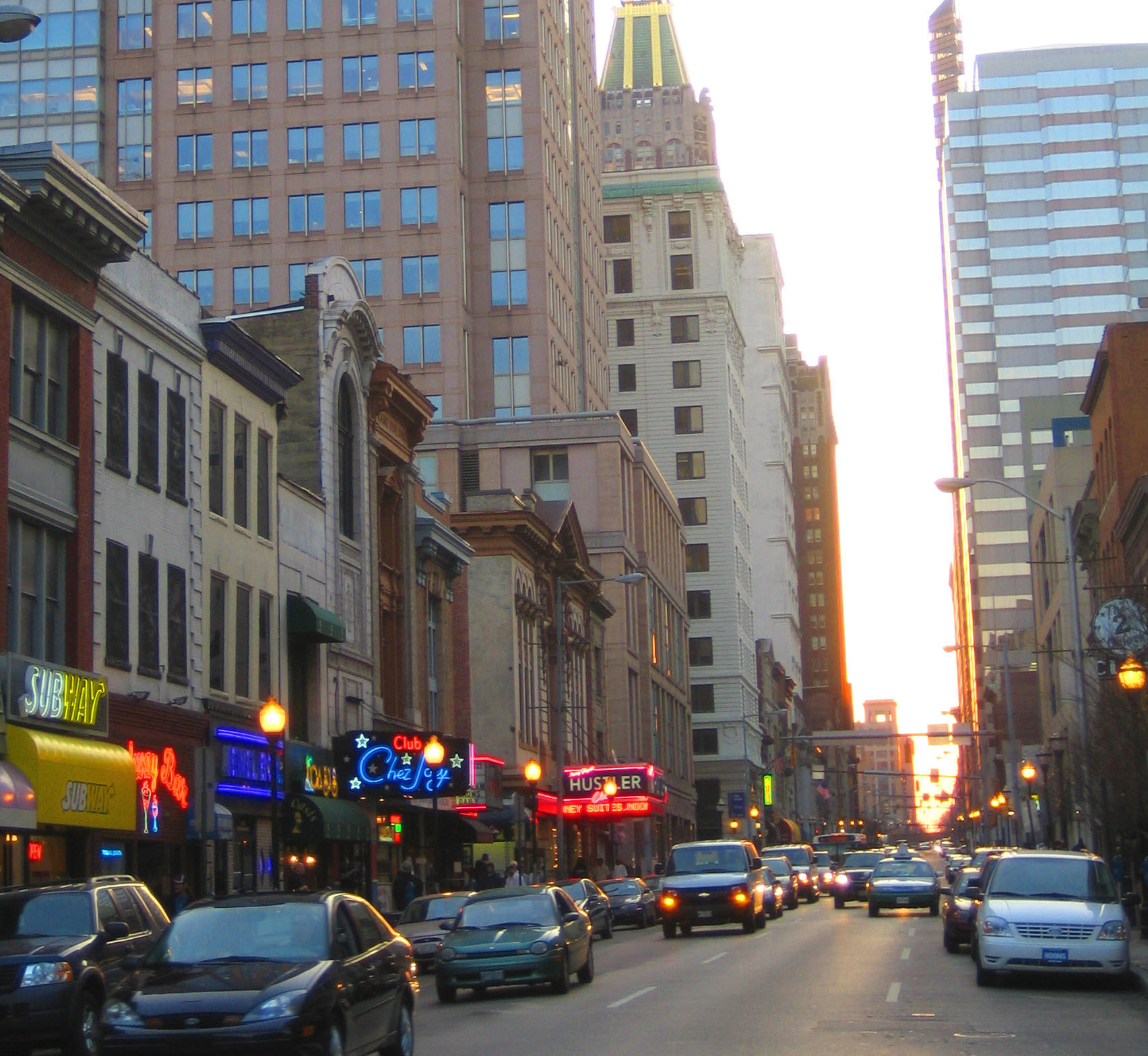
La localización original de la película era la ciudad de Baltimore (Maryland, Estados Unidos). Por facilidad a la hora de rodar, esta ciudad se sustituyó por Chicago.

### Redacción del guion
Robert W. Cort y David Madden, productores de Save the Last Dance, ya se habían interesado acerca de la idea de hacer una película sobre baile, un género que tuvo mucho éxito a finales de la década de 1970 y principios de la de 1980, con títulos como Saturday Night Fever, Fama o Flashdance, entre muchos otros.  Para ello recurrieron a los guionistas Duane Adler, quien posteriormente participaría en la redacción del libreto de Step Up, y Cheryl Edwards, que tras Save the Last Dance colaboraría con Cort y Madden en la película Contra las cuerdas. Escribieron una historia de amor interracial, entre una chica blanca de campo, bailarina de ballet, y un chico negro de los barrios bajos de la ciudad, amante del hip hop. En el guion original Sara vivía en una pequeña población del estado de Pensilvania, y tras la muerte de su madre se traslada con su padre a la ciudad de Baltimore, en el estado de Maryland. Finalmente, por facilidad a la hora de rodaje, las localizaciones se sustituyeron por Illinois y Chicago. La película muestra la reacción de los personajes negros ante la relación de los protagonistas, a pesar de que normalmente es la reacción blanca la que se muestra. Duane Adler se encargó del argumento del filme, mientras que Cheryl Edwards elaboró los diálogos. La redacción del guion finalizó el 11 de junio de 1999, aunque el rodaje no comenzaría hasta noviembre.

### Rodaje
La película se rodó entre el 21 de noviembre de 1999 y el 18 de febrero de 2000 en Chicago y alrededores del estado de Illinois. Originalmente se pretendía que Sara viviese con su madre en Pensilvania, y se trasladase a vivir con su padre a la ciudad de Baltimore, en el estado de Maryland, pero finalmente estas localizaciones se sustituyeron por facilidad a la hora de rodar por Lemont y Chicago. Los lugares de rodaje finalmente fueron el Chicago Academy of the Arts, situado en el West Town, el río Chicago, la CTA Rail System, y diversos puntos del centro y los alrededores de la ciudad de Chicago. La película se filmó íntegramente en la ciudad de Chicago, a excepción de algunas escenas, rodadas en el Lemont High School en la localidad de Lemont. El director del filme, Thomas Carter, quería que las escenas del instituto se rodasen en la Academia Mount Assisi de Illinois, una escuela católica sólo para chicas. Cuando el equipo de rodaje solicitó quitar toda la decoración religiosa del edificio, ya que el guion así lo requería, el director del centro denegó el permiso de filmación.

### Banda sonora

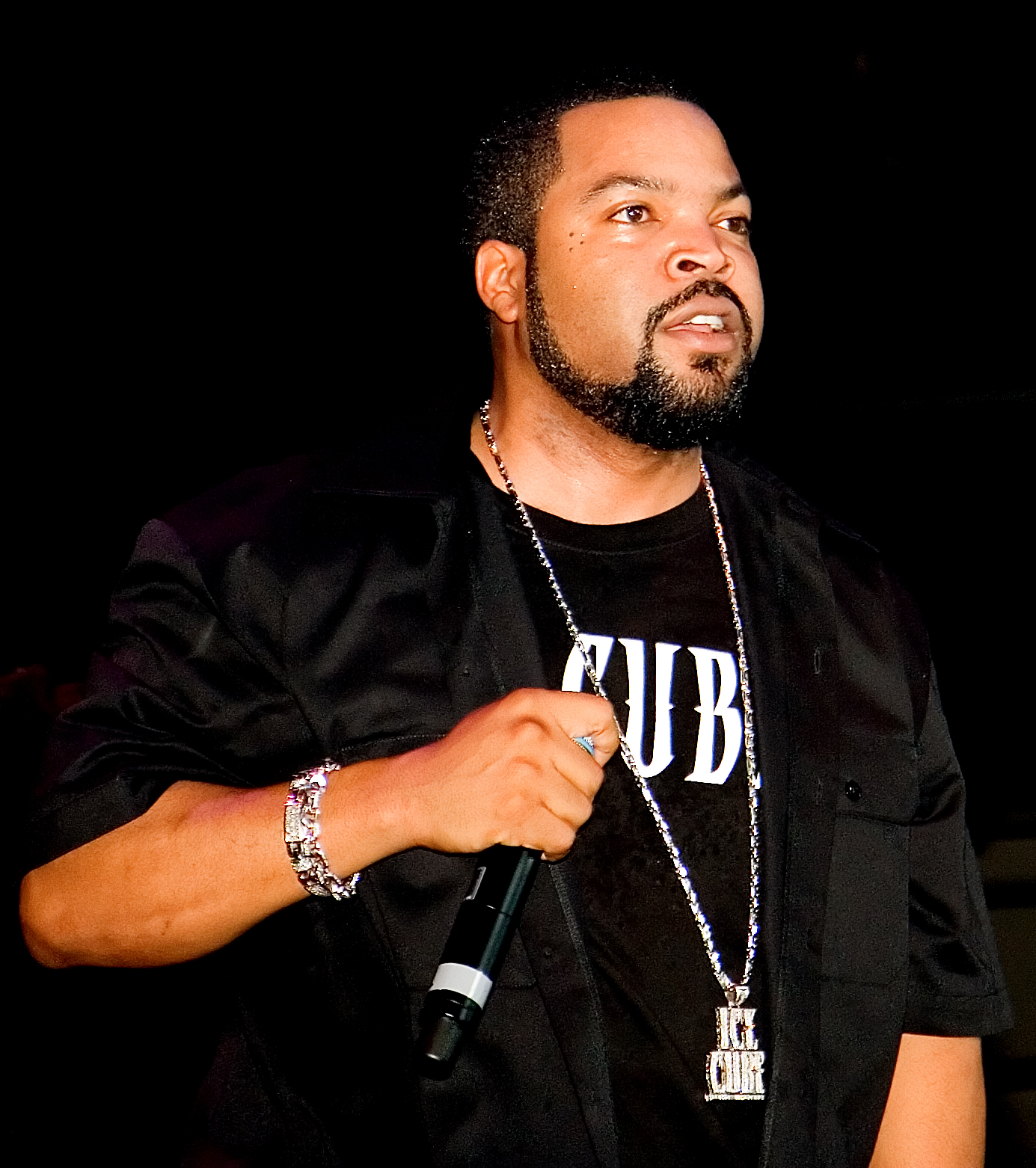
El rapero estadounidense Ice Cube participó en la BSO de Save the Last Dance.

El 19 de diciembre de 2000 salió a la venta el CD con las canciones de Save the Last Dance. Los géneros musicales de las canciones de la banda sonora son acordes a los temas que trata la película y al público a la que va dirigida, como son el rap, Rhythm & Blues o el pop-rock. Distribuido por el sello discográfico Hollywood Records el compilatorio de la banda sonora original de 2001 incluyó 14 temas musicales, cada uno de ellos interpretado por un artista o artistas diferentes entre los que destacan Fredro Starr (quien interpreta a Malakai en la película), Snoop Doggy Dogg, Q-Tip, Pink, Ice Cube o K-Ci & JoJo entre otros. Desde su debut en el mercado, se han llevado a cabo varios relanzamientos de la banda sonora de Save the Last Dance; el primero ocurrió en 2001, tras el estreno de la película, seguido por las ediciones de 2002 y 2006 (todas en CD). En su momento, el tema «You» - interpretado por Lucy Pearl, Q Tip y Snoop Dogg - alcanzó el puesto número 69 en la lista Hip-Hop Singles & Tracks de la publicación Billboard , mientras que «Murder She Wrote» — interpretada por Chaka Demus and Pliers en 1994 — obtuvo el trigésimo noveno sitio en el mismo listado de Billboard. A su vez, la banda sonora alcanzó el puesto número 3 en el ranking Billboard 200, el segundo puesto en las listas de éxitos de Canadá y el tercero en Internet. A continuación, los catorce temas que aparecen en la banda sonora original del largometraje:
| BSO Save the Last Dance (2001) |                                  |          |  |
| N.º                            | Título                           | Duración |  |
| 1.                             | «Theme From Save the Last Dance» | 3:50     |  |
| 2.                             | «You»                            | 4:25     |  |
| 3.                             | «Bonafide»                       | 4:02     |  |
| 4.                             | «Crazy»                          | 3:40     |  |
| 5.                             | «You Make Me Sick»               | 4:06     |  |
| 6.                             | «U Know What's Up»               | 4:02     |  |
| 7.                             | «Move It Slow»                   | 5:07     |  |
| 8.                             | «Murder She Wrote»               | 4:07     |  |
| 9.                             | «Breathe and Stop»               | 4:06     |  |
| 10.                            | «You Can Do It»                  | 4:22     |  |
| 11.                            | «My Window»                      | 5:00     |  |
| 12.                            | «Only You»                       | 4:19     |  |
| 13.                            | «Get It On Tonite»               | 4:36     |  |
| 14.                            | «All or Nothing»                 | 3:45     |  |
| 59:27                          |                                  |          |  |

## Recepción

### Fechas de estreno mundial
Save the Last Dance se estrenó mundialmente entre los años 2001 y 2002 en las siguientes fechas:
| País           | Fecha de estreno                        |
| -------------- | --------------------------------------- |
| Estados Unidos | 12 de enero de 2001 9 de enero de 2001  |
| Alemania       | 22 de marzo de 2001                     |
| Austria        | 3 de marzo de 2001                      |
| Reino Unido    | 30 de marzo de 2001                     |
| Australia      | 5 de abril de 2001                      |
| Nueva Zelanda  | 5 de abril de 2001                      |
| Grecia         | 6 de abril de 2001                      |
| Islandia       | 6 de abril de 2001                      |
| Noruega        | 6 de abril de 2001                      |
| Países Bajos   | 12 de abril de 2001                     |
| Sudáfrica      | 12 de abril de 2001                     |
| Suiza          | 12 de abril de 2001                     |
| Portugal       | 20 de abril de 2001                     |
| Israel         | 26 de abril de 2001 20 de abril de 2001 |
| Brasil         | 27 de abril de 2001                     |
| Suecia         | 27 de abril de 2001                     |
| Kuwait         | 2 de mayo de 2001                       |
| Hungría        | 3 de mayo de 2001                       |

| País          | Fecha de estreno                      |
| ------------- | ------------------------------------- |
| España        | 4 de mayo de 2001                     |
| Turquía       | 4 de mayo de 2001                     |
| Polonia       | 25 de mayo de 2001                    |
| Malasia       | 7 de junio de 2001                    |
| Finlandia     | 8 de junio de 2001 4 de abril de 2001 |
| Corea del Sur | 9 de junio de 2001                    |
| Egipto        | 13 de junio de 2001                   |
| Dinamarca     | 15 de junio de 2001                   |
| Hong Kong     | 15 de junio de 2001                   |
| Singapur      | 5 de julio de 2001                    |
| Luxemburgo    | 1 de agosto de 2001                   |
| Bélgica       | 1 de agosto de 2001                   |
| Francia       | 1 de agosto de 2001                   |
| Japón         | 11 de agosto de 2001                  |
| Italia        | 7 de septiembre de 2001               |
| México        | 21 de septiembre de 2001              |
| Chile         | 27 de septiembre de 2001              |
| Rusia         | 2 de octubre de 2001                  |
| Argentina     | 9 de enero de 2002                    |

### Recaudación
Save the Last Dance tuvo su debut en un total de más de 2500 salas de cine en Estados Unidos el 12 de enero de 2001. El filme se posicionó durante dos semanas en el puesto número uno en las listas de recaudaciones de dicho país, del 12 al 25 de enero de 2001, hasta que el día 26 de enero se estrenó The Wedding Planner (titulada en castellano Planes de boda en España y Experta en bodas en Hispanoamérica), que le quitó el título del número uno. En su fin de semana de estreno ganó 23 444 930 USD, exhibiéndose en 2230 salas de cine de Estados Unidos. En total, recaudó 91 057 006 USD en Estados Unidos, así como 40 649 803 USD adicionales en otros países, acumulando una cantidad final de 131 706 809 USD a nivel mundial. Cabe señalarse que Save the Last Dance obtuvo el primer puesto en los estrenos más exitosos en su primer fin de semana y es la película con la recaudación en taquilla más alta de la historia en el día de Martin Luther King. Además, es la película más exitosa de la franquicia del mismo nombre, seguida de Espera al último baile 2, con tan solo 5 millones USD.

### Crítica

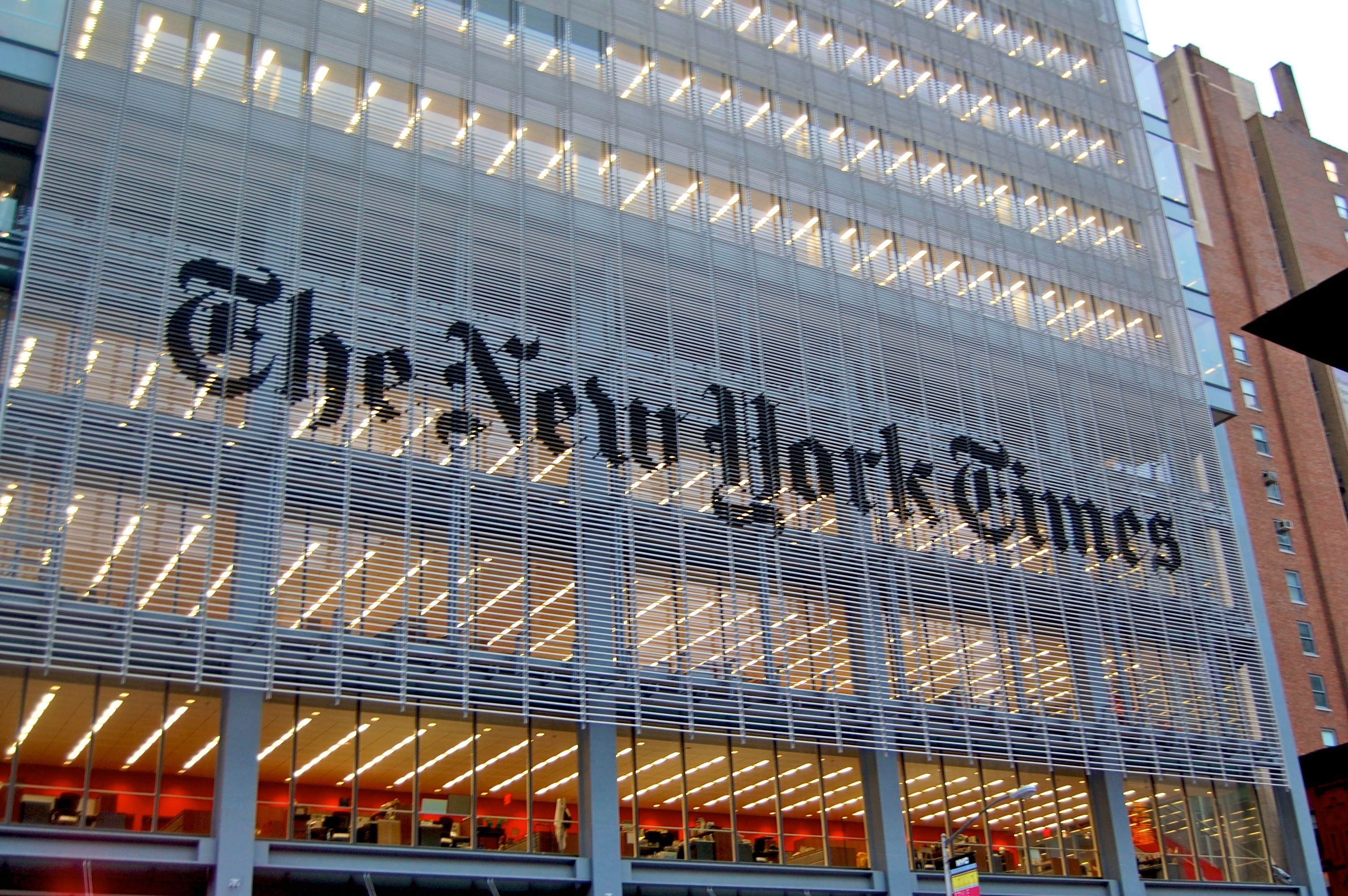
El diario The New York Times calificó negativamente a Save the Last Dance. Su crítico cinematográfico Elvis Mitchell dijo que «El filme tiene muchas complicaciones superficiales pero no llama la atención; su interés está a un centímetro de profundidad».

Tras su estreno, la crítica a la película estuvo en desacuerdo. Mientras un 52% de la crítica la elogiaba, defendiendo la mezcla que ofrecía entre el ballet clásico y los estilos modernos o como tocaba el tema del racismo el 48% restante se centró en la estructura del filme, que seguía los mismos patrones que todas las películas de su mismo género. En una recopilación de las evaluaciones hechas a Save the Last Dance en el sitio de reseñas Rotten Tomatoes, el filme alcanzó una puntuación de 53%, de un total de 97 críticas, donde se llegó a la conclusión de que «Esta película romántica para adolescentes es un predecible refrito de filmes de su mismo género».
La estadounidense Susan Stark, crítica del diario Detroit News, consideró que la trama de Save the Last Dance trata temas de actualidad, como las diferencias sociales y raciales, añadiendo: «Vale la pena conocer no sólo el respeto de estos jóvenes hacia la política social del instituto, si no también el que muestran hacia la política racial». Cabe mencionarse que estos temas que trata la película, fueron también destacados por Bob Longino, de The Atlanta Journal-Constitution, Globe and Mail y por la revista Variety. Kevin Thomas, del periódico Los Angeles Times, señaló que la película posee una línea argumental emocionante y dijo que «Un filme adolescente que genera gran emoción, compensando así su predecible final». Los críticos Bruce Westbrook (Houston Chronicle), Charles Taylor (Salon.com), Robert Ebert (Chicago Sun-Times), Gemma Files (Film.com) y Mark Caro (Chicago Tribune) defendieron la calidad del guion de Duane Adler y Cheryl Edwards, a pesar de «sus tontos clichés» o «no abandonar las tierras narrativas del género». Otros como Peter Travers (Rolling Stone), Steven Rea (Philadelphia Inquirer), Rita Kempley (Washington Post) o James Berardinelli (ReelViews) destacaron la interpretación de los protagonistas, Julia Stiles y Sean Patrick Thomas, y la compenetración existente entre ellos. Finalmente, dentro de las críticas positivas que recibió la película, algunas publicaciones como The Boston Globe o The Washington Post elogiaron la mezcla entre el clásico ballet y el moderno hip hop.
Por otro lado, muchas de las críticas que recibió la película fueron negativas. La mayoría se centraban en el predecible argumento de la película; Terry Lawson, de Detroit Free Press describió a Save the Last Dance como  «[una] predecible película del sueño adolescente». Otros críticos como Lisa Schwarzbaum (Entertainment Weekly), Jan Stuart (Newsday) o Lou Lumenick (New York Post) también evaluaron negativamente su argumento. Joe Baltake, de Sacramento Bee, afirmó «¿Qué pasó con las ganas de bailar sólo porque es divertido?», haciendo alusión al dramatismo que muestra el filme respecto al baile. Otras críticas se centraron en la mala actuación del reparto, a pesar de que la mayoría elogiaba la actuación de Stiles y Thomas, publicaciones como Seattle Post o Village Voice calificaron negativamente la actuación del resto de personajes. Susan Wloszczyna, del periódico USA Today, evaluó negativamente los temas que trataba la película como el racismo o las diferencias sociales, afirmó que «La producción de MTV Films está más interesada en vender copias de su banda sonora que en las causas sociales». Otros como Elvis Mitchell (New York Times) o Chris Vognar (Dallas Morning News) también se centraron en los temas que trata el filme, Vognar dijo que «[la película] parece más interesada en mostrar unos estilos demográficos que en crear una historia». Glenn Griffin, del Denver Post, consideró que la película «es un intento de hacer una versión americana de Billy Elliot, de la cual no me creí ni un minuto», mientras que Kirk Honeycutt, del Hollywood Reporter, hizo la crítica más dura de la película, afirmando que «es una alarmante vergüenza para las películas de baile que se han hecho».

### Premios
En total, Espera al último baile se hizo acreedora a 6 galardones, así como 6 nominaciones. A continuación, se muestra un listado con los diferentes premios y nominaciones que recibió el filme tras su estreno.
| Premio                         | Categoría               | Receptor(es)                       | Resultado |
| ------------------------------ | ----------------------- | ---------------------------------- | --------- |
| Premios MTV Movie (2001)       | Mejor beso              | Julia Stiles y Sean Patrick Thomas | Ganadores |
| Premios MTV Movie (2001)       | Mejor actor revelación  | Sean Patrick Thomas                | Ganador   |
| Premios MTV Movie (2001)       | Mejor actriz            | Julia Stiles                       | Nominada  |
| Premios MTV Movie (2001)       | Mejor escena de baile   |                                    | Nominada  |
| Premios Choice Awards (2001)   | Mejor actriz            | Julia Stiles                       | Ganadora  |
| Premios Choice Awards (2001)   | Mejor actriz revelación | Kerry Washington                   | Ganadora  |
| Premios Choice Awards (2001)   | Mejor lucha             | Julia Stiles y Bianca Lawson       | Ganadoras |
| Premios Choice Awards (2001)   | Mejor actor             | Sean Patrick Thomas                | Nominado  |
| Premios Choice Awards (2001)   | Mejor película de drama |                                    | Nominada  |
| Premios Young Hollywood (2001) | Mejor actor             | Sean Patrick Thomas                | Ganador   |
| Premios Black Reel (2002)      | Mejor actriz secundaria | Kerry Washington                   | Nominada  |
| Premios Golden Reel (2002)     | Mejor banda sonora      | Michael T. Ryan                    | Nominado  |

## Secuela
En el año 2006 se estrenó directamente en DVD la segunda parte de Save the Last Dance. La secuela, ambientada en Nueva York, continua la historia de la primera parte; Sara Johnson, ahora alumna de la Escuela Juilliard, debe escoger entre el clásico y refinado ballet o el baile moderno influido por el rap y el hip hop que conoció la primera parte. Ninguno de los personajes del reparto de Espera al último baile reaparecen en la segunda parte a excepción de Sara, aunque ahora interpretada por la actriz Izabella Miko. La duración de la cinta es menor, 90 minutos frente a los 125 de la primera película. También se redujo el presupuesto, que se situó en torno a los 5 millones USD.